# Spilichneumon borealis
Spilichneumon borealis là một loài tò vò trong họ Ichneumonidae.